# Deuxième circonscription de Kalu
La deuxième circonscription de Kalu est une des 135 circonscriptions législatives de l'État fédéré Amhara, elle se situe dans la Zone Sud Wollo. Sa représentante actuelle est Sara Abi Damtew.